# Атака Годзиллы
«Атака Годзиллы» (яп. ゴジラ • ミニラ • ガバラ オール 怪獣大進撃, англ. Godzilla, Minilla, Gabara: All Monsters Attack, дословно — «Годзилла, Минилла, Габара: Атака всех монстров») — японский дайкайдзю-фильм 1969 года, снятый Исиро Хондой. Это десятый фильм о Годзилле, третий о Минилле, Горозавре, Манде, Ангирусе и Кумонге, второй о Камакурасе, Эбире и Оокондору, и первый и единственный с участием Габары. Также это первый фильм, события которого разворачиваются на Острове Монстров (Monster Island). Фильм вышел в японский прокат 20 декабря 1969 года.
Это один из немногих фильмов периода Сёва (с 1954 по 1975), который был официально озвучен в России как «Атака Годзиллы».
В 1971 году фильм вышел в американский прокат под названием Месть Годзиллы (Godzilla’s Revenge).
Релиз фильма на DVD состоялся в 2007 год]у.

## Сюжет
Семилетний Итиро Мики, возвращаясь однажды домой, сталкивается с преступниками, спасаясь от которых, он иногда попадает в придуманный им же мир, на Остров Монстров, где знакомится с Миниллой и наблюдает за сражениями Годзиллы с разнообразными чудовищами, среди которых появляется «монстр-задира» Габара. Минилла, вопреки совету Мики, решает сам с ним сразиться, Годзилла приходит ему на помощь. В итоге то, чему он научился во сне, Мики решает применить в реальной жизни

## В ролях
| Актёр            | Роль                  |
| ---------------- | --------------------- |
| Томонори Ядзаки  | Итиро Мики            |
| Machan the Dwarf | Минилла               |
| Мидори Утияма    | Минилла (озвучивание) |
| Харуо Накадзима  | Годзилла              |
| Хидэми Ито       | Сатико                |
| Кэндзи Сахара    | Кэнкити Мики          |
| Эйсэй Амамото    | Симпэй Инами          |
| Кадзуо Судзуки   | грабитель Окуда       |
| Сатио Сакаи      | грабитель Сэмбаяси    |

## Показанные чудовища
- Минилла — сын Годзиллы. В этом фильме он понимает человеческую речь и может общаться с людьми, а также контролировать свой размер: от роста с человека до 18 м в высоту при этом достигая веса в 3000 т. В отличие от «образца для подражания» — Годзиллы, — Минилла весьма труслив, но к концу фильма он всё же пытается перебороть свой страх и вступить в бой с Габарой[1].
- Годзилла — могучий отец Миниллы, кумир своего сына и Мики. Отбивается от насаждающих ему монстров и подаёт пример Минилле. Размеры: рост 50 м; вес 20 000 т[2].
- Габара — странный монстр, являющийся мутировавшей лягушкой (о чём говорит только отсутствие хвоста и сине-зелёная кожа). Передвигается на задних лапах, в вертикальном положении. Главное оружие — бьёт током через прикосновение (электричество скапливается в рогу на голове). Задиристый монстр, преследующий Миниллу. Размеры: рост 58 м; вес 23 000 т[3].

Кроме того, в фильме появляются в камео некоторые другие классические кайдзю: Ангирус, Манда, Горозавр, Камакурас, Оокондору, Эбира и Кумонга.

## Популярность
Это первый фильм с Годзиллой, главными героями которого являются дети. Это единственный фильм, в котором Минилла может говорить как человек. Из-за этого фанатами классических более серьёзных фильмов «Атака всех монстров» был оценён гораздо ниже, а в кинотеатрах было продано всего лишь 1 480 000 билетов. Неоднозначную оценку вызвал и новый монстр Габара. Впрочем, неудачные моменты фильма можно объяснить тем, что всё это привиделось Мики во сне.

## Критика
Фильм получил отрицательные отзывы и был оценен фанатами как худший фильм о Годзилле. Не понравилось фанатам огромное количество нарезок из других фильмов и монстр Габара, а также то, что Минилла может говорить, как человек и что все события с Годзиллой и монстрами — всего лишь сон Итиро. На Rotten Tomatoes фильм получил 29 % положительных отзывов. На IMDb фильм получил 4 балла из 10.
Это первый фильм о Годзилле, где часто использовались нарезки из предыдущих фильмов: «Уничтожить всех монстров», «Годзилла против морского монстра», «Побег Кинг-Конга» и «Сын Годзиллы». Фактически оригинальной в этом фильме является только битва Годзиллы с Габарой Бюджет фильма составил в переводе на американскую валюту 150 000$.